# Cortes de Barcelona (1413)
Las Cortes generales catalanas de Barcelona de 1413 fueron convocadas por el rey Fernando I el 4 de enero, justo después de ser nombrado rey de Aragón en el Compromiso de Caspe. 
La convocatoria del rey en el convento de Santa Catalina de Barcelona, tenía por objeto jurar las constituciones catalanas, requisito fundamental para ser proclamado como conde de Barcelona. Tras esta proclamación tuvieron lugar las sesiones ordinarias de las Cortes. Fueron especialmente duras porque Fernando no estaba acostumbrado al pactismo catalán: fue el primero de los reyes castellanos a inaugurar la tensión monarquía en las cortes catalanas, que caracterizaría toda la historia de la Cataluña moderna hasta del siglo XVIII. Acostumbrado al tipo de monarquía autoritaria castellana quería dos cosas:
- Que los notables allí reunidos perdonaran las elevadas deudas que la monarquía catalana había contraído desde el reinado de Pedro IV el Ceremonioso.
- Que le concedieran elevados subsidios.

Ni siquiera aquellos que durante el interregno le habían apoyado lo secundaron, y el nuevo rey se encontró solo ante las Cortes. Un día, un especial enfurecimiento se levantó y, ante el estupor de los diputados, llamó exasperado que él "había muy bien marcado este reinada, y como él había costado más de mil doblas de oro" haciendo referencia, sin querer, a dinero que se había gastado durante el interregno para ocupar Aragón y Valencia y para asegurarse el resultado del Compromiso.
Este autoritarismo, la desconfianza de las cortes hacia la nueva dinastía originada ya desde el proceso de acceso al trono y reforzada posteriormente por el enfrentamiento contra la revuelta del conde de Urgel, generarán una actitud contractualista de las cortes con el objetivo de "controlar la corona". La debilidad inicial de la posición del rey favoreció la adopción de un conjunto de medidas legislativas y de reorganización de la Generalidad:
- Se acordó que tendría un consistorio formado por tres diputados, tres oidores de cuentas y dos abogados.
- Diputados y oyentes debían ser residentes en Barcelona durante el mandato.
- Se estableció el mandato de tres años (trienio) que regulará el ciclo de Cortes y renovaciones que hasta ese momento había sido arbitrario.
- La renovación de los cargos se efectuaría el primero de julio del último año del trienio y el nuevo mandato comenzaría a contar desde el primero de agosto. No se podía ser reeligit el cargo hasta pasado dos trienios.
- Los diputados tenían que presentar las cuentas al escribano mayor quince días después de finalizar el trienio, para poder ser revisados por los oyentes. Habían de formalizar una memoria con las deudas pendientes a final de mandato.
- Diputados y oyentes estaban facultados para arrendar la recaudación de las generalidades.
- Los diputados eran "oficiales principales" de la institución y tenían la representación y la dirección.
- La designación de los sucesores correspondía a los cesantes (diputados y oyentes por separado) que lo comunicaban al interesado y se mantenía en secreto hasta el 22 de julio.

Estos dos últimos puntos eran de importancia capital ya que destacaban la relevancia de una institución dependiente de las Cortes y descartaba la intervención real en el proceso electoral, pero también fue este un tema que durante las Cortes de Barcelona de 1431, tendría cambios debido a los abusos endogámicos de los apellidos de los diputados.
En otro orden, también con un gran impacto en lo que significará la consolidación institucional, se acordó:
- Empezar a registrar la información referida a la actividad institucional y los diputados al Dietario de la Generalidad.
- Ordenó la recopilación, en latín y en catalán, del Usatges y las Constituciones catalanas, que debían estar depositadas en la sede de la Diputación para ser consultados públicamente.
- De una gran trascendencia es la atribución a la Diputación de velar por el cumplimiento de las leyes incluso frente al rey y de sus oficiales.
- Fruto del punto precedente, se produjo una reorganización de la Real Audiencia.

Por otra parte, se aprovecha para conseguir el apoyo real en la presión a los remensas, que acabaría con una revuelta 3 décadas más tarde. La constitución era claramente antiremensa, al permitir al señor poder hacer echar de Paz y Tregua al campesino que abandonara el cortijo ya que aquellos que, después de cambiar de domicilio, pretendían mantener sus derechos sobre las tierras y amenazaban los señores y los nuevos cultivadores (en referencia a los que ocupaban y explotaban con terceros los caseríos destartalados).
En la sesión del 23 de agosto de 1413 las Cortes eligieron los nuevos diputado para el trienio 1413-1416. Marc de Vilalba fue el nuevo diputado eclesiástico de la Generalidad.
| Predecesor: Cortes de Barcelona de 1409 | Cortes Catalanas 1413 | Sucesor: Cortes de Montblanc de 1414 |